# حسن دوم الموت
حسن علی ذکره السلام و یا حسن دوم، امام موروثی اسماعیلیان نزاری دوران الموت از سال 1162 تا 1166 میلادی بود. او از پایتخت خود در الموت بر مناطقی از ایران و سوریه حکومت میکرد. یکی از اصلی ترین خادمان او در سوریه، رشیدالدین سنان مشهور به پیرمرد کوهستان بود.

## سرگذشت

### اختلاف برسر اصل و نسب
در مورد نسب حسن گزارش های مختلفی بیان شده است. یکی از گزارش های تاریخی موجود توسط عطاملک جوینی که با اسماعیلیان دشمنی داشت، ادعا میکند که حسن فرزند محمد بزرگ امید داعی فاطمی و حاکم قلعه الموت بوده است. بر اساس گزارش جوینی، حسن پس از آنکه خود را امام خواند ادعای خلافت نمود. اگرچه منابع نزاری عموما برای او نسبی از خاندان علی بیان کرده و معتقدند که حسن نوه بزرگ امید با حسن علی ذکره السلام دو شخص متفاوت بوده اند. 
بسیاری حسن بزرگ‌امید مشهور به علی ذکره السلام را یکی از بنیانگذاران پروتستانتیسم اسلامی خوانده‌اند.
او در روز ۱۷ رمضان ۵۵٩ ق اعلام جشن قیامت کرد و با برداشتن زنجیر شرعیات و حقوق الهی، مردم را به رعایت حق‌الناس دعوت کرد. وی نهایتاً توسط برادر زن خود کشته شد.